# Isla de Pacijan
La isla de Pacijan es una isla que forma parte de la provincia de Cebú, Filipinas. Se encuentra al este de la isla de Cebú y al oeste de la islas de Leyte. Es una de las islas Camotes, junto con la isla de Poro, la isla de Ponson y la isla de Tulang.
- Datos: Q1163882